# Guldrenett

Orléans-renett (litografi av målning av Henriette Sjöberg (1842–1915)).

Guldrenetter är en grupp inom äpplen som omfattar bland andra Guldparmän, Ribston, Friherre von Berlepsch, Peasgood Nonsuch, Blenheim och Cox Orange. Gemensamt för äpplena är de har gulaktigt kött och vid mognad visar guldgul bottenfärg. 
Guldrenett
Är en gammal engelsk äpplesort =Orleansrenett. Har även gått under namnet dubbel borsdorfer. Denna sort fanns i Norden redan på 1700-talet.  Kort och tjock stjälk. Sorten är triploid med självsterilitetsgenerna S1S3S40. Bra resistens mot skorv. Köttet är torrt, med svag sötma, svag syrlighet och svag arom. Ett medelstort äpple med gulgrön grundfärg och röd täckfärg på ca 50% av äpplet.